# اورلینگ‌هاوزن
شهر اورلینگ‌هاوزن (به آلمانی: Oerlinghausen) در ایالت نوردراین-وستفالن در کشور آلمان واقع شده‌است.